# 捷列克雷湖
45°11′0″N 33°13′0″E / 45.18333°N 33.21667°E

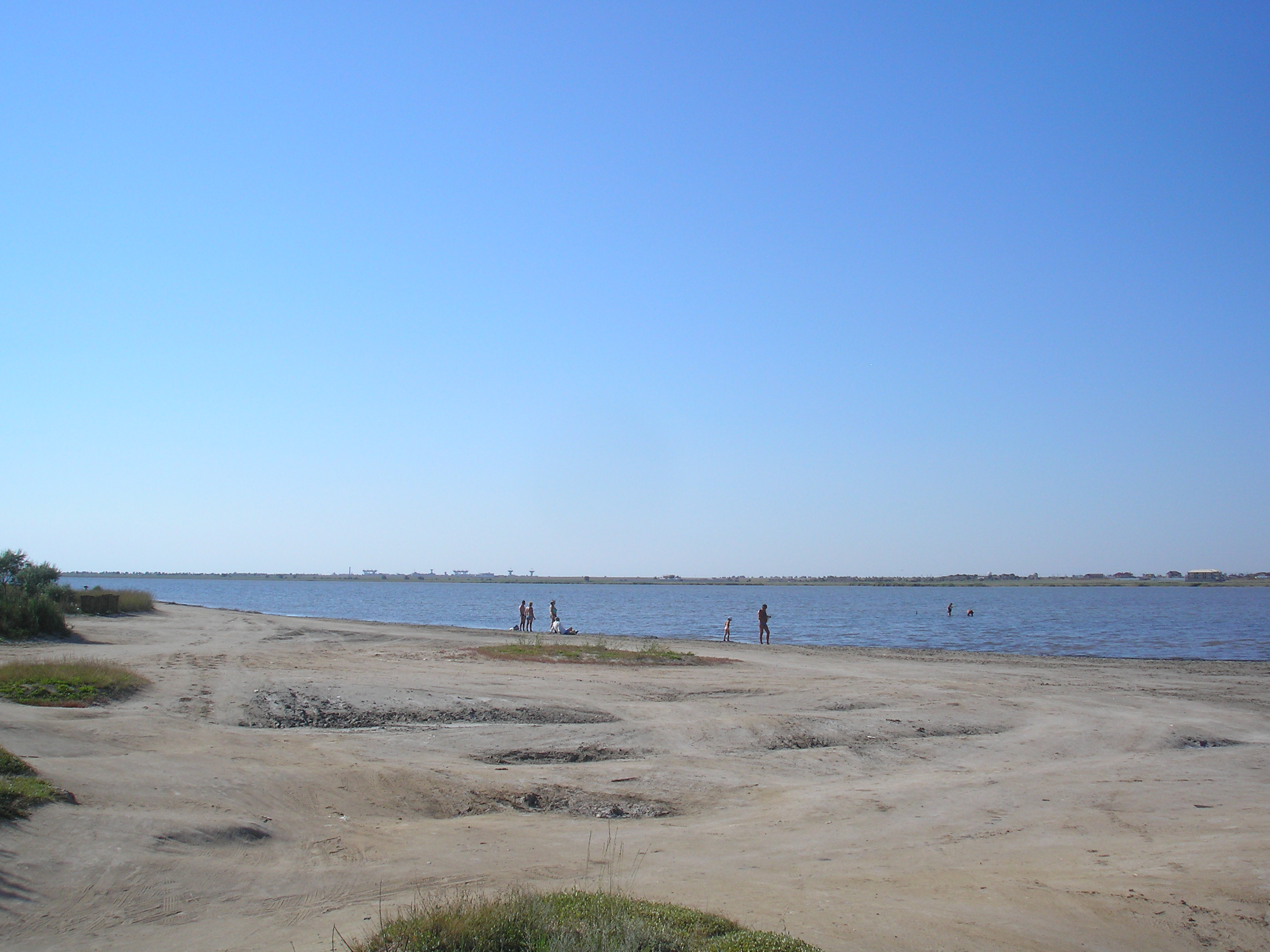

捷列克雷湖（俄语：Тереклы），是俄羅斯的湖泊，位於該國西南部，由克里米亞負責管轄，長2.06公里、寬0.72公里，面積1.9平方公里，集水區面積42.4平方公里，平均水深0.85米，最大水深1.55米。